# Skołoszów (gromada)
Skołoszów – dawna gromada, czyli najmniejsza jednostka podziału terytorialnego Polskiej Rzeczypospolitej Ludowej w latach 1954–1972.
Gromady, z gromadzkimi radami narodowymi (GRN) jako organami władzy najniższego stopnia na wsi, funkcjonowały od reformy reorganizującej administrację wiejską przeprowadzonej jesienią 1954 do momentu ich zniesienia z dniem 1 stycznia 1973, tym samym wypierając organizację gminną w latach 1954–1972.
Gromadę Skołoszów z siedzibą GRN w Radymnie (w budynku byłej Szkoły Powszechnej w Skołoszowie) utworzono – jako jedną z 8759 gromad na obszarze Polski – w powiecie jarosławskim w woj. rzeszowskim na mocy uchwały nr 21/54 WRN w Rzeszowie z 5 października 1954. W skład jednostki weszły obszary dotychczasowych gromad Skołoszów, Zamojsce, Zabłotce i Zadąbrowie (bez przysiółka Nowe Osiedle) ze zniesionej gminy Radymno w tymże powiecie.
13 listopada 1954 gromada weszła w skład nowo utworzonego powiatu radymniańskiego, gdzie ustalono dla niej 21 członków gromadzkiej rady narodowej.
31 grudnia 1961 do gromady Skołoszów włączono obszar zniesionej gromady Ostrów oraz wieś Lutków ze zniesionej gromady Łowce w tymże powiecie; z gromady Skołoszów wyłączono natomiast wieś Zadąbrowie, włączając ją do gromady Orły tamże; po zmianach tych, gromadę Skołoszów w następstwie zlikwidowania powiatu radymniańskiego, włączono z powrotem do powiatu jarosławskiego w tymże województwie (gromadę Orły, do której trafiła wieś Zadąbrowie, włączono tego samego dnia do powiatu przemyskiego).
Gromada przetrwała do końca 1972, czyli do kolejnej reformy gminnej. 1 stycznia 1973 w powiecie jarosławskim utworzono efemeryczną gminę Skołoszów.